# デジ・アーナズ
デジデリオ・アーナズまたはデジ・アーナズ （Desiderio Arnaz, Desi Arnaz, 1917年3月2日 - 1986年12月2日）は、アメリカで活躍したキューバ生まれの俳優、プロデューサー、ミュージシャン。姓の英語での読みは「ナ」にアクセントを置く「アナーズ」が近い。ラテン音楽バンドのデジ・アーナズ・オーケストラのリーダーとして著名になり、当時結婚していたルシル・ボール主演の連続テレビ・ドラマ『アイ・ラブ・ルーシー』のリッキー・リカード役で特に知られる。ボールとアーナズはこの番組の再放送方法の考案者としてクレジットされている。

## 生い立ち
デジ・アーナズは出生名デジデリオ・アルベルト・アナーズ・イ・デ・アーシャ3世としてキューバのサンティアーゴ・デ・キューバで父デジデリオ・アルベルト・アナーズ2世(1894年3月8日 – 1973年5月31日)と母ドロレス・デ・アーシャ(1896年4月2日 - 1988年10月24日)の裕福な家庭に生まれた。彼の父はサンティアーゴ・デ・クーバの最年少市長および衆議院議員であった。母方の祖父アルベルト・デ・アーシャはバカルディの重役であった。デジ・アーナズの自伝『A Book 』(1976年)によると家族は3つの大農場を経営し、宮殿のような家に住み、サンティアゴ湾の私有の島に別荘を所有していた。1933年にキューバでフルヘンシオ・バティスタによりヘラルド・マチャド大統領に反する革命が起こり、アルベルト・アナーズは収監され、彼の所有する財産は全て没収された。彼を支持する義理の兄弟のアルベルト・デ・アーシャが仲裁し、6ヶ月で釈放された。その後家族でアメリカのフロリダ州マイアミに亡命し、デジ・アーナズはセント・パトリック・カソリック高等学校に通学した。1934年夏、英語上達のためフロリダ州タンパ近くのセント・レオ大学に進学した。

## 経歴
デジ・アーナズはアメリカに転居後、自身の生計を立てるためショー・ビジネス界に入った。1939年、ブロードウェイ・ミュージカル『Too Many Girls 』で主演した。1940年、RKOによるこの作品の映画化に出演するためハリウッドに行き、この作品に主演するルシル・ボールと出会った。1940年11月30日、アーナズはボールと結婚した。またこの頃ザビア・クガートのバンドでギターを演奏していた。
1940年代、『バターン特命隊』(1943年)などいくつかの映画に出演した。召集令状を受けたが、それ以前に膝を怪我していた。新兵訓練に参加したが、第二次世界大戦中は限られた業務しかできなかった。サンフェルナンド・バレーにある陸軍病院の米国慰問協会のプログラムに配属された。負傷兵が最初に求めるのは1杯の冷たい牛乳であることを悟り、映画スターを招聘して彼らに牛乳を注いでもらうことを計画した。退役後にオーケストラを組織し、ライヴやレコードなどで成功をおさめた。幼馴染のマルコ・リゾをピアノ演奏とオーケストラの編曲のために雇い、バーミンガム病院で彼はジョン・マキアと共に歌った。テレビ界で成功後もバンド内での彼の役割を守り続け、リゾは『アイ・ラブ・ルーシー』で作曲および編曲を担当した。

### 『アイ・ラブ・ルーシー』
1951年10月15日、妻のルシル・ボールとW主演した『アイ・ラブ・ルーシー』が初回放送された。このドラマでは架空の自分自身、キューバ系オーケストラのリーダーであるエンリケ・リカード(愛称リッキー)を演じた。ボールはリッキーの妻ルーシーを演じた。テレビ局の重役はボールが出演していた人気ラジオ番組『My Favorite Husband 』のテレビ版にボールを出演させたかった。ボールはアーナズとの時間をより多く持つため、共演者にアーナズを推した。
元々はルーシーとラリー・ロペスのショー・ビジネス界で成功している夫婦の華やかな経歴が、普通の生活をしようとする2人の邪魔をする話であった。市場調査を基に、このシナリオは世間受けが良くないと考え、脚本家のジェス・オプンハイマーは夫役を売れない若いバンド・リーダーのリッキー・リカードに、妻役のルーシーを才能もないのにショー・ビジネスに憧れる普通の主婦に変更した。ラリー・ロペスという名は実在のバンド・リーダーであるヴィンセント・ロペスと似ているため、リッキー・リカードに変更した。リッキーはトロピカーナ・クラブに出演していたが、後にクラブを所有することになるとクラブ・ババルと改名した。
当初はボールと明らかにラテン系のアーナズとの結婚生活を描くのは、アーナズのキューバ訛りの英語とラテン系のスタイルはアメリカの視聴者に受けないのではないかと危惧された。1950年夏、2人はスペイン人ピエロのPepito Pérez の助けを得てラジオ版の脚本家達と共にヴォードヴィルのツアー公演を行ない、これらの意見を払拭した。『アイ・ラヴ・ルーシー』のパイロット版にはこのヴォードヴィル公演で使われたネタが使われた。このパイロット版は第1シーズン第6話で再び製作された。当時彼は最も成功したテレビ界のコメディ興行主となった。これには妻ボールの100万ドルのコメディ・センスが貢献している。

## デシル・プロダクション
アーナズはボールと共にデシル・プロダクションを創立した。当時多くのテレビ番組が生放送で、多くの視聴者がニューヨーク在住だったため、他の地域の人々はキネコで見るしかなかった。カメラマンのカール・フロイントおよびアーナズは観客を入れ、連続したセットで複数のカメラを使用した撮影方法の発展で名を残しており、この手法は現在のシチュエーション・コメディの製作の基礎となっている。フィルムを使った撮影では他の地方では高品質の映像を見ることができなかった。アーナズはスタジオに観客を入れるのは不可能だと言われたが、フロイントと共に消防法や安全基準に準拠し、観客が入れるスタジオ・セットをデザインした。
テレビ局の重役はこれを浪費だと不快感を示した。しかしアーナズは撮影予算を超えた分はデシルが負担し、映像全権をデシルが所有することでこれを納得させた。前例のないこの方法は、テレビ史において最も画期的な方法の1つと考えられている。彼の洞察力のおかげでデシルは『アイ・ラブ・ルーシー』シリーズ再放送全てから利益を得ることとなった。
またアーナズはボールが妊娠した際、テレビ局に彼女を出演させるよう促した。アーナズによるとCBSは「テレビには妊娠した女性は出せない」と語った。アーナズは司祭、ラビ、教役者に相談すると、彼らは全て妊娠した彼女がテレビに出演することも、「pregnant (妊娠した)」という言葉を使うことも全く問題ないと語った。CBSの姿勢は軟化し、妊娠および出産を脚本に組み込むこととなったが、「pregnant 」という言葉を使うことは避けられ、代わりに「expecting 」をキューバ訛りで言った「spectin 」が使用された。このエピソードではフランス語の「pregnant 」という言葉を使った『Lucy Is Enceinte 』というタイトルが付けられ、後に別のエピソードには『Pregnant Women Are Unpredictable 』というタイトルが付けられたが、実際にはタイトル名は放送されなかった。
アーナズは『アイ・ラブ・ルーシー』の他にも『The Ann Sothern Show 』、マーガレット・ホワイティングおよびバーバラ・ホワイティング・スミス主演の『Those Whiting Girls 』のエグゼクティブ・プロデューサーを務め、アンタッチャブル』、『Whirlybirds 』、『モーガン警部/USマーシャル』など数々の連続ドラマにも関わっていた。またアーナズとボールが主演した映画『Forever, Darling 』(1956年)のプロデューサーも務めた。
アーナズとボールの離婚後もデジル社は番組のプロデュースや、他の番組へのスタジオの貸与などを行なっていた。デシルは『メイベリー110番』、『The Dick Van Dyke Show 』、『ザ・ルーシー・ショー』、『宇宙大作戦』などをプロデュースした。ボールがデシルの自身の持分を後のパラマウント・テレビジョンに売却し、アーナズはデジルの自身の持分を基にデジ・アーナズ・プロダクションを立ち上げた。1967年から1968年、United Artists Television およびNBCの『The Mothers-in-Law 』2シーズン分を製作した。デシル・トゥ(Desilu, Too )およびルシル・ボール・プロダクションはMPI Home Video と提携し、CBSの所有でないボールとアーナズの作品のビデオの再発売を行なった。これらの作品には『陽気なルーシー』、『The Mothers-in-Law 』、ボールやアーナズがそれぞれ独自に作成した番組などが含まれる。

## 信念
アーナズとボールはエスニックジョーク、身体的障害や精神的障害を笑いに繋げることを避けた。ただしリッキー・リカードのスペイン語訛りの英語だけは例外とし、これをジョークにできるのは妻であるルーシーのみの設定となった。
「世界中で他の国を知らない」「16歳のほんの子供がやって来て、言葉も話せない」のに成功を掴んだことについて語ったことがある。9年に亘る番組のリッキー・リカードの役どころは典型的な1950年代のアメリカン・ドリームを反映している。番組開始当初は小さなブラウンストーンのアパートメントに住んでいた。後にリカードは大きなチャンスを掴み、一時的に仕事先のハリウッドにあるおしゃれなホテルのスイート・ルームに宿泊した。その後ニューヨークに戻り、ヨーロッパ中を旅行した。最終的にリカード一家はコネチカット州ウエストポートの豪華な邸宅に引っ越した。

## 結婚
1940年のアーナズとボールの結婚は波乱に満ちていた。浮気および飲酒問題により、1944年9月、ボールは離婚を申し立てたが、中間判決前にボールはアーナズのもとに戻った。2人には長女で女優のルーシー・アナーズ(1951年-)と長男で俳優のデジ・アナーズ・ジュニア(1953年-)がいる。
飲酒および女性問題の拡大により、アーナズとボールの結婚は徐々に崩壊していった。アーナズの回想によると、プロダクション会社の運営のプレッシャーがあり、会社の成長と共に日々の操業を監視することは繁忙さを増していき、ストレス解消のはけ口を求めざるを得ないように感じていた。またアーナズは憩室炎を患っていた。1960年、ボールはアーナズと離婚した。離婚後初めてボールが番組に出演する際、ボールとアーナズはデシル・プロダクションの契約を見直し、ボールはアーナズの取り分を買い取った。
1963年3月2日、アーナズはエディス・マック・ハーシュと再婚し、表舞台から遠ざかっていった。アーナズは『The Mothers-in-Law 』のエグゼクティブ・プロデューサーを務め、2年間の放送期間中にスペイン人闘牛士セニョール・デルガドとして4回ゲスト出演した。1985年、エディスが亡くなった。
1960年の離婚以降、アーナズもボールも他の者と再婚したが、2人の友情は続き、最後の約10年間はより親密になった。「『アイ・ラブ・ルーシー』はただの題名ではなかった」とアーナズは後年記した。アーナズが亡くなる直前、ボールおよび孫のサイモンと共に出演したファミリー向けテレビ映画が放送された。

## 後年
1970年代、司会者でプロデューサーのマイク・ダグラスと共に番組の司会を務めた。『アイ・ラブ・ルーシー』で共演していたヴィヴィアン・ヴァンスがゲスト出演した。NBCの『Kraft Music Hall 』のスペシャルにメインで出演し、子供2人も共演し、ヴァンスが短時間出演した。1976年2月21日、自伝『A Book 』のプロモーションで息子のデジ・ジュニアと共に『サタデー・ナイト・ライブ』(SNL)のゲスト司会者として出演した。この番組では『アイ・ラブ・ルーシー』、『アンタッチャブル』のパロディが放送された。『アイ・ラブ・ルーシー』のパロディでは、『アイ・ラブ・ルーシー』の初期のコンセプトで放送されなかったルイ・アームストロングとの生活を描いた設定の『アイ・ラブ・ルイ』が製作された。また酷いキューバ訛りでルイス・キャロルの『ジャバウォックの詩』を読んだ(彼の訛りでは「ハバウォキー」となる)。デジ・ジュニアはドラムを演奏してSNLバンドと共演し、アーナズは『Babalu 』およびアーナズが所属していたダンス・バンド時代の曲『Cuban Pete 』を歌った。この曲の編曲は『アイ・ラブ・ルーシー』で使用されたものと類似していた。出演者全員を率い、騒々しいコンガ・ダンスでスタジオを横切るシーンで番組は終了した。
アーナズと再婚後の妻はカリフォルニア州デル・マーに転居し、半退職した残りの人生を過ごすことにした。カリフォルニア州コロナに馬の繁殖牧場を所有し、サラブレッドをレースに出していた。また彼はサンディエゴ州立大学およびチャリティや非営利団体に貢献していた。サンディエゴ州立大学ではスタジオ・プロダクション、テレビでの演技についての講義をしていた。リンダ・ラヴィン主演、『アイ・ラブ・ルーシー』製作者であるマデリン・ピュー(マデリン・デイヴィス)およびボブ・キャロル・ジュニアによるプロデュースの連続テレビ・ドラマ『Alice 』にゲスト出演した。

## 死
1986年、アーナズは肺癌と診断された。数ヵ月後の1986年12月2日、69歳で亡くなった。亡くなる2日前、ボールはアーナズに結婚46周年をどうするか話すため電話をかけた。アーナズはもうあまり話せる状態ではなかったが、「愛している」と繰り返し、ボールは「わかったわ、あなた。後で話しましょう」と言った。
アーナズは火葬され、灰は撒かれた。アーナズが亡くなったのは、ボールがケネディ・センター名誉賞を受賞する5日前であった。アーナズは1988年10月24日に92歳で亡くなった母ドロレスより約2年早く亡くなった。

## 受賞歴等
ハリウッド・ウォーク・オブ・フェームのハリウッド通り6301番地に映画界の、6250番地にテレビ界の計2つの星が埋め込まれている。
ニューヨーク州ジェイムスタウンにルシル・ボール=デジ・アーナズ・センター博物館があり、ニューヨーク州セロロンにあるルシル・ボール記念公園の中にデジ・アーナズ野外音楽堂がある。

## その他
2021年、ボールとアーナズの関係を描いた伝記映画『愛すべき夫妻の秘密』が制作され、ハビエル・バルデムがアーナズを演じた。
2022年、ボールとアーナズの関係を描いたドキュメンタリー映画『ルーシーとデジ ～知られざる真実～』（LUCY AND DESI、エイミー・ポーラー監督）が公開された。

## 出演作品

### 俳優として
- 1982年: The Escape Artist .... Mayor Leon Quiñones
- 1978年: Alice  .... Paco (1エピソード, 1978年)
- 1976年: サタデー・ナイト・ライブ Saturday Night Live (1エピソード, 司会, ゲスト演奏、パロディ出演)
- 1974年: 鬼警部アイアンサイド Ironside  .... Dr. Juan Domingo (1エピソード, 1974年)
- 1970年: The Virginian  .... El Jefe (1エピソード, 1970年)
- 1970年: Kraft Music Hall  .... Host (1エピソード, 1970年)
- 1967年: The Mothers-In-Law  .... Raphael del Gado (4エピソード, 1967年–1968年)
- 1961年: The Red Skelton Show  .... ゲスト / ... (1エピソード, 1961年)
- 1957年: ルーシー・デジ・コメディ・アワー The Lucy-Desi Comedy Hour  .... リッキー・リカード (13エピソード, 1957年–1960年)
- 1958年: Westinghouse Desilu Playhouse  .... リッキー・リカード / ... (5エピソード, 1958年–1960年)
- 1959年: Sunday Showcase  (1エピソード, 1959年)
- 1959年: Make Room for Daddy  .... リッキー・リカード (1エピソード, 1959年)
- 1951年: アイ・ラブ・ルーシー I Love Lucy  .... リッキー・リカード (181エピソード, 1951年–1957年)
- 1956年: I Love Lucy Christmas Show  (TV) .... リッキー・リカード
- 1956年: Forever, Darling  .... Lorenzo Xavier Vega
- 1953年: The Long, Long Trailer  .... Nicholas 'Nicky' Collini
- 1953年: アイ・ラブ・ルーシー I Love Lucy  .... リッキー・リカード / 本人
- 1949年: Holiday in Havana  .... Carlos Estrada
- 1947年: Jitterumba
- 1946年: Cuban Pete  .... Desi Arnaz
- 1943年: バターン特命隊 Bataan  .... Felix Ramirez
- 1942年: Uボート撃滅 The Navy Comes Through  .... Pat Tarriba
- 1942年: Four Jacks and a Jill  .... Steve Sarto/King Stephan VIII of Aregal
- 1941年: Father Takes a Wife  .... Carlos Bardez
- 1940年: 女学生の恋 Too Many Girls  .... Manuelito Lynch

### プロデューサーとして
- 1967年: The Mothers-In-Law  (エグゼクティヴ・プロデューサー) (56エピソード, 1967年–1969年)
- 1968年: Land's End  (TV) (プロデューサー)
- 1966年: The Carol Channing Show  (TV) (プロデューサー)
- 1961年: アンタッチャブル The Untouchables  (エグゼクティヴ・プロデューサー) (3エピソード, 1961年–1962年)
- 1962年: ザ・ルーシー・ショー The Lucy Show  (エグゼクティヴ・プロデューサー) (1エピソード, 1962年)
- 1958年: The Ann Sothern Show  (エグゼクティヴ・プロデューサー) (93エピソード, 1958年–1961年)
- 1960年: New Comedy Showcase  TV series (エグゼクティヴ・プロデューサー) (エピソード不明)
- 1957年: ルーシー・デジ・コメディ・アワー The Lucy-Desi Comedy Hour  (エグゼクティヴ・プロデューサー) (13エピソード, 1957年–1960年)
- 1958年: The Texan  TV series (エグゼクティヴ・プロデューサー) (エピソード不明)
- 1958年: The Fountain of Youth  (TV) (エグゼクティヴ・プロデューサー)
- 1952年: アイ・ラブ・ルーシー I Love Lucy  (エグゼクティヴ・プロデューサー) (131エピソード, 1952年–1956年) (プロデューサー)
- 1956年: I Love Lucy Christmas Show  (TV) (プロデューサー)
- 1956年: Forever, Darling  (プロデューサー)
- 1955年: Those Whiting Girls  TV series (エグゼクティヴ・プロデューサー) (エピソード不明)

### 脚本家として
- 1968年: Land's End  (TV) (製作)
- 1959年: Westinghouse Desilu Playhouse  (1エピソード, 1959年) – Ballad for a Bad Man (1959年) TVエピソード (脚本)

### 監督として
- 1967年: The Mothers-In-Law  (24エピソード, 1967年–1968年)
- 1966年: The Carol Channing Show  (TV)
- 1959年: ルーシー・デジ・コメディ・アワー The Lucy-Desi Comedy Hour  (3エピソード, 1959年–1960年)
- 1959年: Sunday Showcase  (1エピソード, 1959年)

### サウンドトラック
- 2001年: I Love Lucy's 50th Anniversary Special (TV) (演奏: "California, Here I Come", "Babalu (Babalú)") ... aka "The I Love Lucy 50th Anniversary Special" – USA (DVD title)
- 1958年: ルーシー・デジ・コメディ・アワー The Lucy-Desi Comedy Hour (1エピソード, 1958年) ... aka "We Love Lucy" – USA (シンジケートでのタイトル) – Lucy Wins a Race Horse (1958年) TVエピソード (演奏: "The Bayamo")
- 1952年: アイ・ラブ・ルーシー I Love Lucy (3エピソード, 1952年–1956年) ... aka "Lucy in Connecticut" – USA (再放送タイトル) ... aka "The Sunday Lucy Show" – USA (再放送タイトル) ... aka "The Top Ten Lucy Show" – USA (再放送タイトル) – Lucy and Bob Hope (1956年) TVエピソード (演奏: "Nobody Loves the Ump" (クレジット無し)) – Ricky's European Booking (1955年) TVエピソード (演奏: "Forever, Darling" (クレジット無し)) – Cuban Pals (1952年) TVエピソード (演奏: "The Lady in Red", "Similau")
- 1956年: Forever, Darling  (演奏: "Forever, Darling" (reprise))
- 1949年: Holiday in Havana  (作曲: "Holiday In Havana", "The Arnaz Jam")
- 1946年: Desi Arnaz and His Orchestra  (演奏: "Guadalajara", "Babalu (Babalú)", "Tabu (Tabú)", "Pin Marin") ... aka "Melody Masters: Desi Arnaz and His Orchestra" – USA (シリーズ・タイトル)
- 1942年: Four Jacks and a Jill  ("Boogie Woogie Conga" 1941年))
- 1941年: Father Takes a Wife  ("Perfidia" (1939年), "Mi amor" (1941年))
- 1940年: 女学生の恋 Too Many Girls  (演奏: "Spic 'n' Spanish", "You're Nearer", "Conga") ("'Cause We Got Cake")

## 半生記
- 1960年: A Book  (1960年、自伝)
- 1994年: Desilu: The Story of Lucille Ball and Desi Arnaz - Coyne Stephen Sanders 、Tom Gilbert 著 (デシル・プロダクションのビジネスに焦点を当てた伝記)(PNT)